# داني كرافان
داني كرافان (بالعبرية: דני קרוון‏) (و. 1930 – م) هو نحات، ومهندس معماري، ورسام، من إسرائيل، ولد في تل أبيب.

## أعمال بارزة
من أهم أعماله:
- Kikar levanah
- Monument to the Negev Brigade
- Pray for the Peace of Jeruslam
- Tzaphon
- Way of Human Rights
- Memorial to the Sinti and Roma victims of National Socialism
- Axe majeur.

## جوائز
حصل على جوائز منها:
- وسام الاستحقاق للفنون والعلوم
- جائزة بريميم إمبريال  [لغات أخرى]‏
- وسام الاستحقاق
- الخاتم القيصري لغوسلار [الإنجليزية]‏
- جائزة إسرائيل
- جائزة الثقافة الوطنية لكتالونيا  [لغات أخرى]‏.

## روابط خارجية
- داني كرافان على موقع مونزينجر (الألمانية)
- داني كرافان على موقع ميوزك برينز (الإنجليزية)